# Liviu Pascu
Costinel Liviu Pascu (Mărășești, 21 ottobre 1979) è un ex rugbista a 15 e allenatore di rugby a 15 rumeno, come giocatore attivo nel ruolo di terza linea, ha passato gran parte della sua carriera a Parma fino a diventare anche allenatore del Parma dal 2018 al 2020.

## Biografia
Dopo tre stagioni nella Serie B Italiana nel Rugby Segni, si trasferisce nelle file del Rugby Parma con cui rimarrà per ben otto stagioni vincendo tre Coppe Italia e una Supercoppa Italiana.
Dopo una breve parentesi nel Rugby Colorno e nel GranDucato Parma Rugby, nel 2011 passa al Rugby Calvisano con cui vince il suo primo Scudetto in carriera e la sua quarta Coppa Italia, dal 2010 denominata Trofeo Eccellenza.
Nell'estate del 2012 va a rafforzare la formazione del Viadana, appena tornata nel campionato italiano dopo l'esperienza degli Aironi.
Durante la sua lunga carriera è stato convocato nella Nazionale rumena under 18 e nella Nazionale Sevens.
Nella stagione 2017-18 è stato allenatore dell'Under 18 del Parma con la quale ha conseguito la vittoria del torneo interregionale del Passatore, e la conseguente promozione nel girone Elite 2018-19. 
Dal 2018 al 2020 ha allenato la prima squadra del Parma.

## Palmarès
- Campionati italiani: 1
Calvisano: 2011-12
- Coppe Italia: 3
Parma: 2005-06, 2007-08, 2008-09
- Trofei Eccellenza : 2
Calvisano: 2011-12
Viadana: 2012-13
- Supercoppe d'Italia: 1
Parma: 2008